# Pinalia densa
Pinalia densa är en orkidéart som först beskrevs av Henry Nicholas Ridley, och fick sitt nu gällande namn av Wally Suarez och James Edward Cootes. Pinalia densa ingår i släktet Pinalia och familjen orkidéer. Inga underarter finns listade i Catalogue of Life.